# Estación de Barcelona-Sans
La Estación de Sans (oficialmente Barcelona-Sants) es la principal estación de ferrocarril de la ciudad de Barcelona. Fue inaugurada en 1979 tras unas largas obras que se acordaron al final de la década de los años 60. Es la segunda estación de España por tráfico de viajeros con más de 43 millones en 2017, solo por detrás de la estación de Madrid-Atocha de los cuales más de 28 millones se corresponden con el tráfico de cercanías.
Sus trayectos de Larga y Media Distancia, usando tanto la red clásica como la red de alta velocidad conectan Barcelona con destinos nacionales e internacionales. Concentra el mayor tráfico de cercanías de la ciudad al confluir en ella las líneas R1, R2, R3 y R4 de Rodalies de Catalunya (Cercanías de Barcelona)
La estación, propiedad de Adif, se encuentra en el distrito de Sans-Montjuich, con entrada por la plaza de los Países Catalanes (al norte) y la plaza Joan Peiró (al sur). Cuenta con dos plantas, una baja y otra subterránea. Sobre la estación hay construido un hotel de la cadena Barceló, y junto a la plaza Joan Peiró dársenas de autobuses.
También recibe la misma denominación la estación de autobuses ubicada en el exterior de la estación, que opera mayoritariamente rutas hacia el resto de España.

## Situación ferroviaria
La estación, que se encuentra a 30 metros de altitud, forma parte de los trazados de las siguientes líneas férreas:
- Línea férrea de ancho ibérico entre el Aeropuerto de Barcelona y Barcelona, punto kilométrico, 013,957.[12]
- Línea férrea de ancho ibérico Madrid-Barcelona, trazado radial clásico vía Zaragoza y Reus, punto kilométrico, 677,6.[13]
- Línea férrea de ancho ibérico entre Lérida y Hospitalet de Llobregat, vía Manresa, punto kilométrico 369,9.[13]
- Línea férrea de ancho internacional y de alta velocidad Madrid-Barcelona vía Zaragoza y conexión con Francia, punto kilométrico, 621.[13]

## Historia
Los antecedentes de recintos ferroviarios en Sans se remontan al apeadero del barrio de La Bordeta y a la estación de Sans que puso en marcha a finales de 1881, la sociedad del Ferrocarril de Valls a Vilanova y Barcelona al iniciar la explotación del primer tramo del mencionado trayecto. Sucesivos cambios y fusiones empresariales supusieron que el recinto fuera gestionado por diversas compañías entre las que destacan la TBF y MZA. En 1897, el pueblo de Sans que posteriormente pasaría a llamarse oficialmente con la denominación catalana Sants se integró en el municipio de Barcelona. 
El 15 de marzo de 1967 una orden ministerial aprobó un nuevo plan de enlaces ferroviarios para Barcelona cuyo propósito era integrar de forma más eficaz el transporte ferroviario en la ciudad y acordaba la creación de la nueva estación de viajeros de Sans además de otras actuaciones. Este plan modificaba otro anterior de 1944 y tenía una dotación de 171 millones de pesetas. Aunque se planteó inicialmente como estación terminal la apertura de un doble túnel entre Sans y Plaza de Cataluña la convirtió en pasante. A lo largo de la década los 70 se fueron completando las obras en Sans a la vez que eran cerradas otras estaciones de la ciudad como la estación del Norte cerrada en 1972. Finalmente en 1979 se concluyeron las mismas. 
En 2007, la estación quedó integrada dentro de la red de alta velocidad al concluirse las obras que la conectaban con el trazado de alta velocidad entre Madrid y Barcelona. Esto supuso una reestrucción de las vías y de los andenes dado que fue necesario adaptar algunas vías al ancho internacional de alta velocidad. A principio del 2008, Adif licitó las obras del túnel de alta velocidad Sants-La Sagrera, que pretende unir la estación de Sans con la nueva estación de La Sagrera.

## La estación

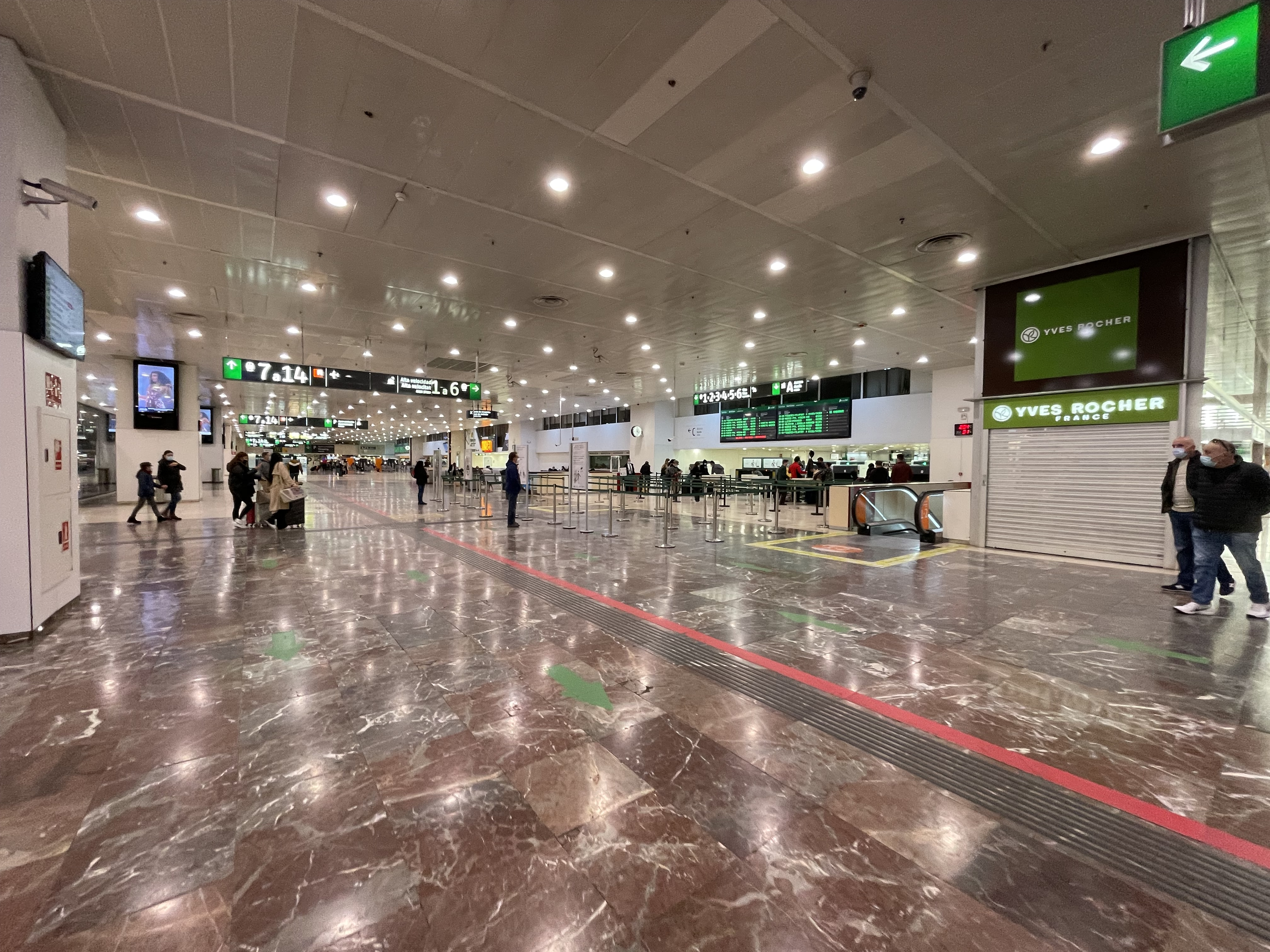
Interior de la estación

Sans es una estación construida a lo largo de la década de los 70 utilizando materiales como el acero, el hormigón y el vidrio. Se compone de una planta baja (planta 0) en la que se encuentran prácticamente todos los servicios ofrecidos por el recinto mientras que la planta subterránea (planta -1) contiene vías y andenes, más concretamente catorce vías y siete andenes centrales.Hay 6 vías de alta velocidad, larga distancia y otras 8 vías de Rodalias, Renfe.  El acceso a los andenes se realiza gracias a escaleras mecánicas que acceden a los diferentes andenes. Existen también ascensores adaptados para personas con movilidad reducida.
Entre los servicios ofrecidos por Adif se encuentran varios puntos de venta de billetes, información, taquillas, atención al cliente, consignas y aseos. La oferta de servicios se completa con varios cafés y restaurantes, tiendas de regalos, locales comerciales, alquiler de coches y una comisaría de los mozos de escuadra. Fuera del recinto hay varias zonas de aparcamiento, una de ellas subterránea, parada de taxi y varias paradas de autobuses urbanos. 

### Uso de vías
La estación cuenta, tras las obras acometidas entre 2003 y 2007, con 14 vías, 6 de ancho internacional y 8 en ancho ibérico. Desde el 20 de febrero de 2008 prestan servicio todas ellas. Desde el 1 de marzo de 2021, la operativa de vías en la estación es la siguiente:
| Vía 1-3      | Madrid/Sevilla/Málaga/Granada Bilbao/San Sebastián/La Coruña/Vigo/Salamanca Lérida Valencia/Alicante Cádiz/Pamplona Madrid |
| Vías 4-6     | Figueras París Figueras |
| Vías 7 y 8   | Molins de Rey Hospitalet de Llobregat San Vicente de Calders (por Villafranca del Panadés) Hospitalet de Llobregat |
| Vías 9 y 10  | Massanet-Massanas (por Mataró) Puigcerdá (por Vic) Manresa (por Tarrasa) Portbou (por Mataró y Gerona) |
| Vías 11 y 12 | Aeropuerto/San Vicente de Calders (por Villanueva y Geltrú) Barcelona-Sans Lérida (por Valls) Lérida (por Tarragona y Reus) Ribarroja de Ebro/Caspe/Zaragoza-Delicias/Madrid-Chamartín (por Tarragona y Reus) Tortosa/Vinaroz/Valencia-Estación del Norte (por Tarragona) Salou-Port Aventura (por Tarragona) Alicante-Terminal/Cartagena/Lorca-Sutullena/Valencia-Estación del Norte |
| Vías 13 y 14 | Barcelona-Estación de Francia/Massanet-Massanas (por Granollers Centro) Portbou (por Granollers Centro y Gerona) Barcelona-Estación de Francia Barcelona-Sans |

## Servicios ferroviarios

### Larga Distancia/Alta velocidad
Hasta la finalización de la construcción de la estación de Barcelona-La Sagrera, Barcelona Sans es el punto de parada de todos los trenes de alta velocidad en la ciudad.
La estación dispone de un elevado tráfico de trenes de larga distancia que permiten conexiones de alta velocidad gracias a trenes Alvia, Euromed y Intercity, conectando Barcelona con Madrid, París, la costa mediterránea, norte de España y Galicia. 
| Servicios de Alta Velocidad/Larga Distancia | Servicios de Alta Velocidad/Larga Distancia | Servicios de Alta Velocidad/Larga Distancia | Servicios de Alta Velocidad/Larga Distancia |
| Recorrido                                   | Tren                                        | Origen                                      | Destino                                     |
| ------------------------------------------- | ------------------------------------------- | ------------------------------------------- | ------------------------------------------- |
| Madrid-Barcelona                            |                                             | Madrid-Puerta de Atocha                     | Barcelona-Sans                              |
| Madrid-Figueras                             |                                             | Madrid-Puerta de Atocha                     | Figueras-Vilafant                           |
| Barcelona-Sevilla                           |                                             | Barcelona-Sans                              | Sevilla-Santa Justa                         |
| Barcelona-Málaga                            |                                             | Barcelona-Sans                              | Málaga-María Zambrano                       |
| Barcelona-Granada                           |                                             | Barcelona-Sans                              | Granada                                     |
| Barcelona-Lyon                              |                                             | Barcelona Sants                             | Lyon-Part-Dieu                              |
| Madrid-Marsella                             |                                             | Madrid-Puerta de Atocha                     | Marseille-Saint-Charles                     |
| Madrid-Barcelona                            |                                             | Madrid-Puerta de Atocha                     | Barcelona-Sans                              |
| Madrid-Figueras                             |                                             | Madrid-Puerta de Atocha                     | Figueras-Vilafant                           |
| Barcelona-París                             |                                             | Barcelona-Sans                              | París-Lyon                                  |
| Madrid-Barcelona                            |                                             | Madrid-Puerta de Atocha                     | Barcelona-Sans                              |
| Madrid-Barcelona                            |                                             | Madrid-Puerta de Atocha                     | Barcelona-Sans                              |
| Barcelona-San Sebastián                     |                                             | Barcelona-Sans                              | San Sebastián                               |
| Barcelona-Vigo                              |                                             | Barcelona-Sans                              | Vigo-Guixar                                 |
| Barcelona-La Coruña                         |                                             | Barcelona-Sans                              | La Coruña                                   |
| Barcelona-Salamanca                         |                                             | Barcelona-Sans                              | Salamanca                                   |
| Barcelona-Lérida                            |                                             | Barcelona-Sans                              | Lérida                                      |
| Barcelona-Figueras                          |                                             | Barcelona-Sans                              | Figueras-Vilafant                           |
| Barcelona-Valencia                          |                                             | Barcelona-Sans                              | Valencia-Joaquín Sorolla                    |
| Barcelona-Alicante                          |                                             | Barcelona-Sans                              | Alicante                                    |
| Figueras-Alicante                           |                                             | Figueras-Vilafant                           | Alicante                                    |
| Figueras-Valencia                           |                                             | Figueras-Vilafant                           | Valencia-Joaquín Sorolla                    |
| Barcelona-Valencia                          |                                             | Barcelona-Sans                              | Valencia-Estación del Norte                 |
| Barcelona-Alicante                          |                                             | Barcelona-Sans                              | Alicante                                    |
| Barcelona-Cádiz                             |                                             | Barcelona-Sans                              | Cádiz                                       |
| Barcelona-Cartagena                         |                                             | Barcelona-Sans                              | Cartagena                                   |
| Barcelona-Lorca                             |                                             | Barcelona-Sans                              | Lorca-Sutullena                             |
| Barcelona-Pamplona                          |                                             | Barcelona-Sans                              | Pamplona                                    |

### Media Distancia
Los servicios de Media Distancia operados por Renfe enlazan Barcelona con las principales ciudades de Cataluña además de alcanzar Aragón y la Comunidad Valenciana. Los trenes empleados son Regionales, Regional Exprés y Media Distancia. La LAV Madrid-Barcelona permite el paso de trenes Avant en las relaciones Barcelona-Lérida y Barcelona-Figueras. 

### Cercanías
Cuatro son las líneas de Cercanías Barcelona y una de Cercanías de Gerona que confluyen en la estación: R1, R2, R3, R4 y RG1. De esta forma todas las líneas excepto la R7 y la R8 tienen correspondencia en esta estación. 
Es cabecera de la línea R2 Norte para 2 de cada 3 trenes diarios por sentido con destino u origen Massanet-Massanas, este destino se complementa con trenes regionales cadenciados con destino Cerbère u origen en Portbou. Algunos trenes de la R2 no efectúan parada entre Barcelona-Sans y Gavá siguiendo un esquema CIVIS

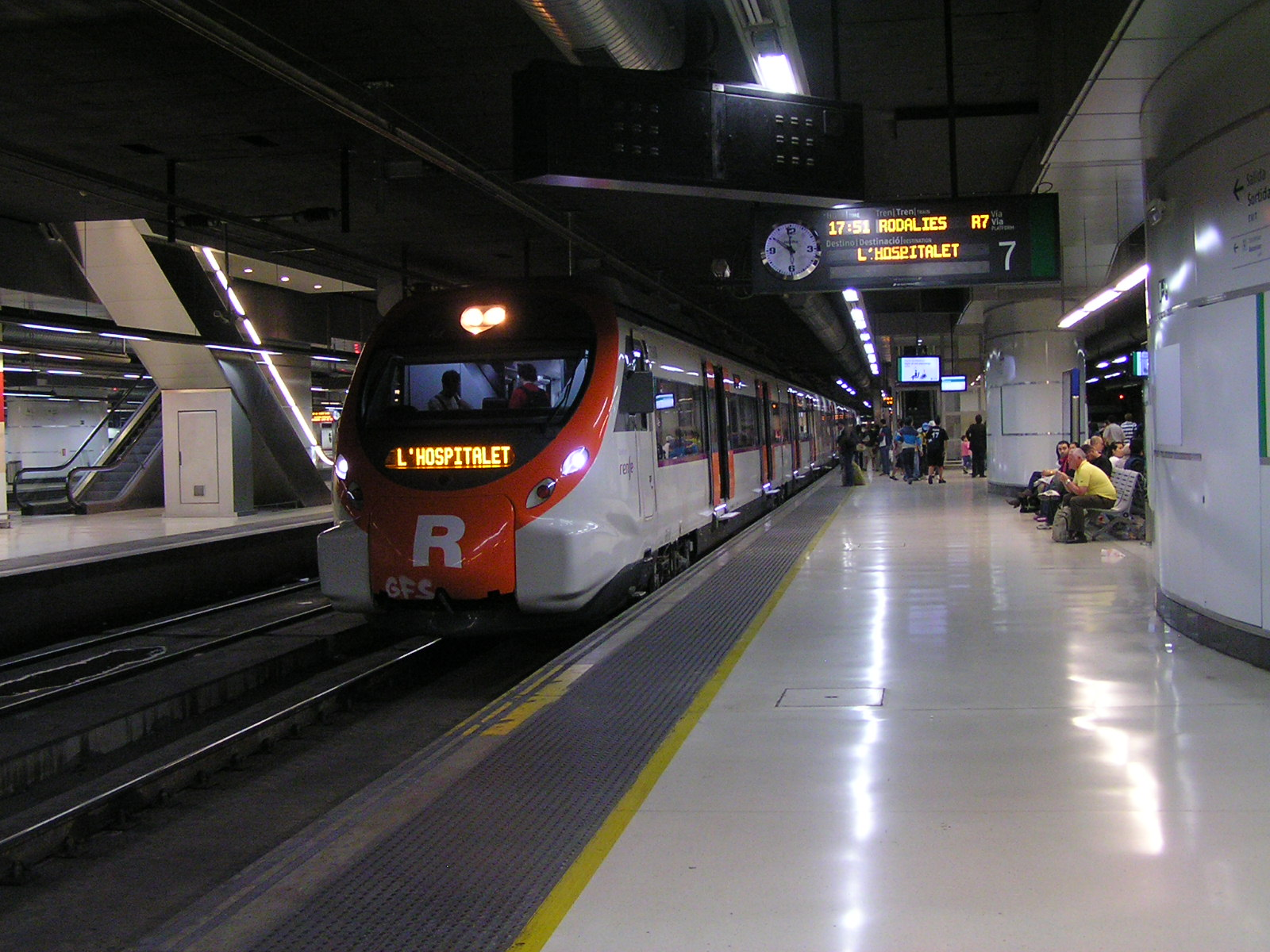
Tren de Cercanías en la vía 7

| << cabecera                                                                      | < estación              | línea | estación >        | cabecera >>                                                                            |
| -------------------------------------------------------------------------------- | ----------------------- | ----- | ----------------- | -------------------------------------------------------------------------------------- |
| Rodalies de Catalunya                                                            |                         |       |                   |                                                                                        |
| Molins de Rey Hospitalet de Llobregat                                            | Hospitalet de Llobregat |       | Plaza de Cataluña | Mataró Arenys de Mar Calella Blanes Massanet-Massanas                                  |
| Castelldefels                                                                    | Bellvitge               |       | Paseo de Gracia   | Granollers Centro                                                                      |
| Aeropuerto terminal                                                              | Bellvitge               |       | Paseo de Gracia   | San Celoni Massanet-Massanas                                                           |
| Villanueva y Geltrú San Vicente de Calders                                       | Bellvitge Gavá          |       | Paseo de Gracia   | Barcelona-Estación de Francia                                                          |
| Hospitalet de Llobregat                                                          | Hospitalet de Llobregat |       | Plaza de Cataluña | Granollers-Canovellas La Garriga Vich Ripoll Ribas de Freser Puigcerdá Latour de Carol |
| Martorell Villafranca del Panadés San Vicente de Calders Hospitalet de Llobregat | Hospitalet de Llobregat |       | Plaza de Cataluña | Tarrasa Manresa                                                                        |
| Hospitalet de Llobregat                                                          | Hospitalet de Llobregat |       | Plaza de Cataluña | Figueras Portbou                                                                       |

### Futuros servicios
| Servicios de larga distancia | Servicios de larga distancia                                                                                    | Servicios de larga distancia      | Servicios de larga distancia | Servicios de larga distancia |
| Origen                       | Paradas intermedias                                                                                             | Destino                           | Empresa                      | Inicio del servicio          |
| ---------------------------- | --- | --------------------------------- | ---------------------------- | ---------------------------- |
| Barcelona Sants              | Barcelona-La Sagrera, Gerona, Perpiñán, Narbona, Montpellier, Bellegarde-sur-Valserine, Ginebra, Lausana, Berna | Zúrich                            | TGV Lyria                    | 2025 o 2030                  |
| Barcelona Sants              | Barcelona-La Sagrera, Gerona, Perpiñán, Narbona, Montpellier, Bellegarde-sur-Valserine, Ginebra, Lausana, Berna | Zúrich                            | Nightjet                     | 2024                         |
| Barcelona Sants/ La Sagrera  | Montpellier, Aviñón, Lyon, Estrasburgo, Karlsruhe, Heidelberg, Mannheim                                         | Frankfurt                         | ÖBB (Nightjet)               | 2024                         |
| Barcelona Sants/ La Sagrera  | | Londres Estación de Saint Pancras | Eurostar                     | Indeterminado                |
| Barcelona Sants/ La Sagrera  | | Bruselas-Sur / Ámsterdam-Centraal | Eurostar                     | Indeterminado                |
| Barcelona Sants / La Sagrera | Aeropuerto de Gerona, Montpellier, Aviñón, Lyon, Estrasburgo, Karlsruhe, Heidelberg, Mannheim                   | Frankfurt                         | Iryo                         | Próximamente                 |
| Barcelona Sants / La Sagrera | Aeropuerto de Gerona, Montpellier, Aviñón, Lyon                                                                 | París-Lyon                        | Iryo                         | Próximamente                 |
| Barcelona Sants / La Sagrera | Aeropuerto de Gerona, Montpellier, Aviñón, Lyon                                                                 | Ginebra                           | Iryo                         | Próximamente                 |
| Barcelona Sants/ La Sagrera  | Aeropuerto de Gerona, Montpellier, Aviñón, Marsella, Niza, Génova, Florencia                                    | Roma                              | Iryo                         | Próximamente                 |
| Cartagena                    | Alicante, Valencia, Barcelona Sants/ La Sagrera, Aeropuerto de Gerona, Montpellier, Aviñón                      | Marsella                          | Iryo                         | Próximamente                 |
| Barcelona Sants/ La Sagrera  | Marsella, Niza, Génova, Florencia,                                                                              | Roma                              | Nightjet                     | 2024/2030                    |
| Cartagena                    | Alicante, Valencia, Barcelona Sants/ La Sagrera                                                                 | Marsella                          | Nightjet                     | 2024/2030                    |
| Barcelona Sants              | - | Bruselas / Ámsterdam              | European Sleeper             | 2023                         |
| Barcelona Sants              | Montpellier, Lyon, Mulhouse, Estrasburgo, Karlsruhe, Mannheim, Frankfurt, Erfurt                                | Berlín                            | SNCF (TGV)                   | 2024/2025                    |
| Barcelona Sants              | Montpellier, Lyon, Mulhouse, Estrasburgo, Karlsruhe, Mannheim, Frankfurt, Erfurt                                | Berlín                            | Deutsche Bahn (ICE)          | 2025 o 2030                  |
| Barcelona Sants              | Montpellier, Lyon, París CDG, Bruselas, Amberes, Róterdam                                                       | Ámsterdam                         | Deutsche Bahn (ICE)          | 2025 o 2030                  |
| Barcelona Sants              | Montpellier, Lyon, París CDG, Bruselas, Amberes, Róterdam                                                       | Ámsterdam                         | SNCF (TGV inOui)             | 2025 o 2030                  |
| Servicios de media distancia | |                                   |                              |                              |
| Barcelona Sants              | Directo | Aeropuerto de Gerona              | AVE                          | 2026                         |
| Servicios de corta distancia | |                                   |                              |                              |
| Barcelona Sants              | Directo | Aeroport T1                       | Renfe/FGC                    | 2023                         |

## Conexiones
Sans dispone de conexiones con las líneas 3 y 5 del Metro de Barcelona a través de la estación de Sants-Estació. También la red de autobuses urbanos de Barcelona operada por TMB permite acceder al recinto gracias a las siguientes líneas: H10, V7, 27, 32, 78, 109, 115, la línea CJ operada por Rosanbus, que une la Estación de Sans con la Ciudad de la Justicia de Barcelona y Hospitalet de Llobregat y la línea nocturna N0 operada por Tusgal.
| << cabecera        | < estación       | línea | estación > | cabecera >>   |
| ------------------ | ---------------- | ----- | ---------- | ------------- |
| Metro de Barcelona |                  |       |            |               |
| Zona Universitària | Plaça del Centre |       | Tarragona  | Trinitat Nova |
| Cornellà Centre    | Plaça de Sants   |       | Entença    | Vall d'Hebron |